# Carris Metropolitana
A Carris Metropolitana é um serviço de transporte público rodoviário da Área Metropolitana de Lisboa. Lançada a 1 de abril de 2022, as suas operações apenas se iniciaram oficialmente no dia 1 de junho de 2022 na Área 4, com a entrada em funcionamento nas restantes áreas prevista inicialmente para 1 de julho de 2022.
Após vários problemas sentidos com o arranque da Carris Metropolitana na Área 4, o início da operação na margem norte do rio Tejo (Áreas 1 e 2) foi adiada para 1 de janeiro de 2023, enquanto a Área 3 teve início de forma gradual a partir do dia 1 de julho de 2022.
No dia 1 de janeiro de 2023 as suas operações iniciaram-se por fim nas restantes 2 áreas, e com isto a Carris Metropolitana entrou finalmente na fase de exploração total de toda a sua rede, 7 meses após a data inicialmente prevista.
Com a Carris Metropolitana, o serviço de transporte rodoviário na Área Metropolitana de Lisboa aumentou em cerca de 35%, algo possível graças a um investimento de cerca de 1,2 mil milhões de euros.

## Operação
A Carris Metropolitana tem a sua zona de operação dividida em 4 áreas, nas quais se incluem os 15 municípios da Área Metropolitana de Lisboa que delegaram as suas competências de transporte público rodoviário à Transportes Metropolitanos de Lisboa. A operação em cada uma das áreas encontra-se concessionada a operadores privados distintos:
Área 1: Amadora, Oeiras, Sintra
- Operador: Viação Alvorada

Área 2: Loures, Mafra, Odivelas e Vila Franca de Xira
- Operador: Rodoviária de Lisboa

Área 3: Almada, Seixal e Sesimbra
- Operador: Transportes Sul do Tejo

Área 4: Alcochete, Moita, Montijo, Palmela e Setúbal
- Operador: Alsa Todi

A operação da Carris Metropolitana também abrange as ligações aos municípios que decidiram não delegar as suas competências de transporte público rodoviário à Transportes Metropolitanos de Lisboa: Barreiro, Cascais e Lisboa, mantendo as operações municipais (respetivamente) dos TCB, da MobiCascais e da Carris. Como tal, encontram-se incluídas na Carris Metropolitana ligações ao Barreiro (Áreas 3 e 4), Cascais (Área 1) e Lisboa (Áreas 1, 2, 3 e 4).
Além disso, a Carris Metropolitana também abrange algumas ligações inter-regionais a 5 municípios que ficam de fora da Área Metropolitana de Lisboa: Alenquer, Arruda dos Vinhos, Sobral do Monte Agraço, Torres Vedras e Vendas Novas. À exceção de Vendas Novas que tem ligações da Área 4, todos os restantes municípios têm ligações da Área 2.

## Serviço

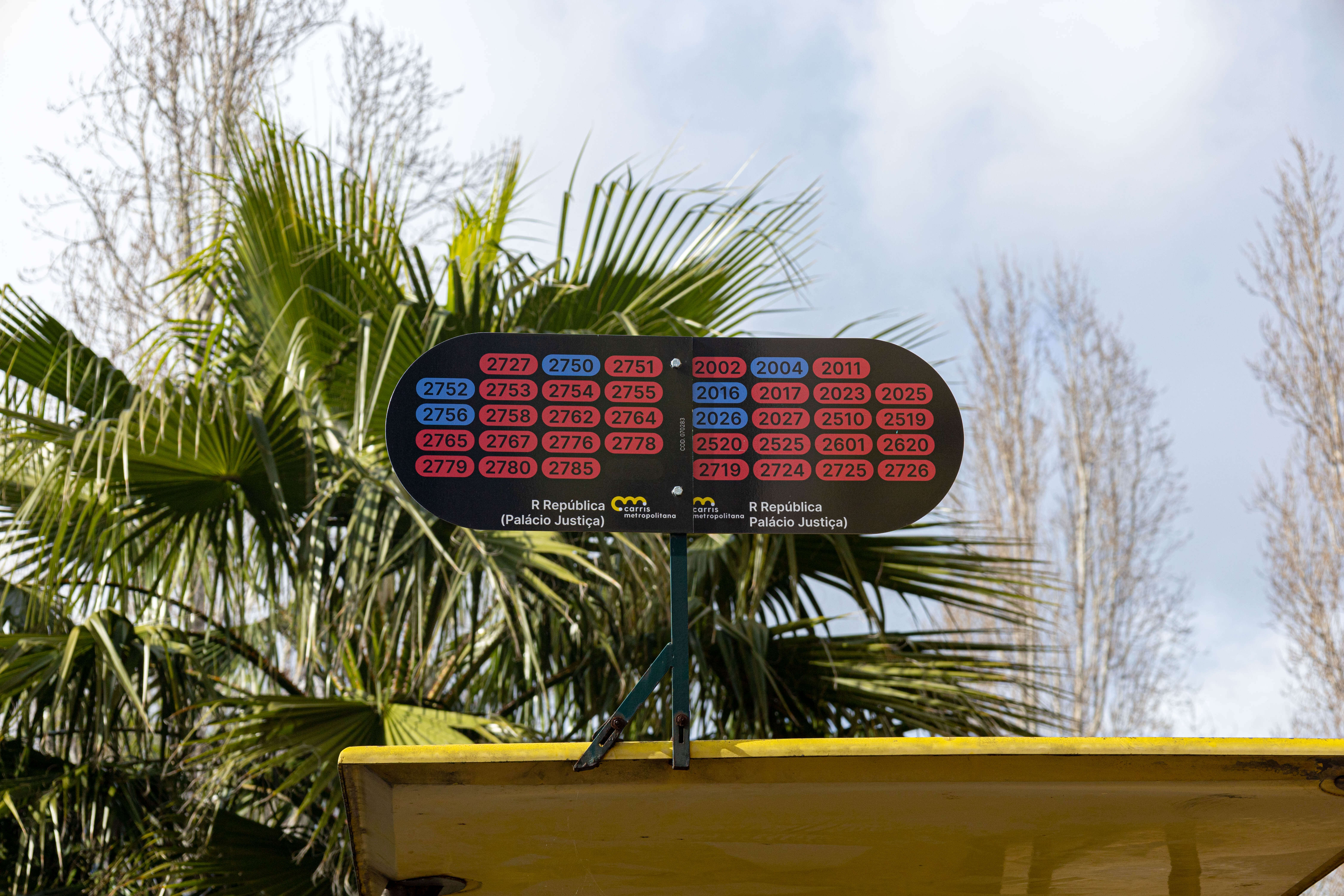
Aspeto de um postalete da Carris Metropolitana, neste caso numa paragem em Loures, Área 2.

A divisão da Área Metropolitana de Lisboa em áreas de operação também implicou a alteração da numeração das linhas. As novas linhas estão agora divididas por 4 designações base: Próxima, Longa, Rápida e Inter-Regional. Existem ainda mais 2 designações que identificam linhas com um propósito específico: Mar, Turística. Durante as obras de renovação da Linha de Cascais, foi criada uma nova designação (CP) para representar os serviços rodoviários de substituição a cargo da Carris Metropolitana na mesma.
- Linha Próxima: linhas locais
- Linha Longa: linhas com percursos alargados
- Linha Rápida: linhas com utilizam maioritariamente autoestradas
- Linha Inter-Regional: linhas que circulam para fora da Área Metropolitana de Lisboa
- Linha Mar: linhas que fazem ligação a zonas balneares
- Linha Turística: linhas com foco turístico
- Linha CP: linhas de substituição ferroviária

### Frota
A frota da Carris Metropolitana seria composta por 1600 veículos de vários tamanhos, mais de mil dos quais com idade inferior a um ano e 237 dos quais recentemente adquiridos. Os veículos estariam equipados com pontos de acesso Wi-Fi gratuitos assim como pontos de carregamentos por USB. A nível das paragens, a rede seria constituída por cerca de 12 mil paragens, na sua maioria correspondentes às paragens dos anteriores operadores, equipadas com 370 painéis informativos:
- A frota alocada à Área 1 seria constituída por mais de 460 autocarros de 9 modelos distintos, 410 dos quais novos. Existiriam 4000 paragens, as quais estariam equipadas com 110 painéis informativos, o maior número de painéis informativos de todas as áreas. Nesta área os autocarros estariam a circular entre as 4h30 e a 1h59.[13]
- A frota alocada à Área 2 seria constituída por mais de 520 autocarros, o maior número de autocarros de todas as áreas, de 16 modelos distintos, 460 dos quais novos. Existiriam igualmente 4000 paragens, as quais estariam equipadas com 90 painéis informativos. Nesta área os autocarros estariam a circular entre as 4h00 e a 1h59.[13]
- A frota alocada à Área 3 seria constituída por mais de 330 autocarros de 11 modelos distintos, 290 dos quais novos. Existiriam 2000 paragens, as quais estariam equipadas com 50 painéis informativos. Nesta área os autocarros estariam a circular sem interrupção.[13]
- A frota alocada à Área 4 seria constituída por mais de 230 autocarros de 6 modelos distintos, todos eles novos. Existiriam 2000 paragens, as quais estariam equipadas com 63 painéis informativos. Nesta área os autocarros estariam a circular entre as 4h30 e a 1h59.[13]

#### Desacatos de Outubro de 2024
Na sequência de desacatos em várias zonas da Grande Lisboa, ocorridos na segunda quinzena do mês de outubro de 2024, 3 autocarros da frota da Carris Metropolitana acabaram destruídos após o lançamento de engenhos incendiários contra os mesmos, aos quais se somam vários autocarros danificados na sequência de apedrejamentos. De entre os feridos resultantes destes ataques, destaca-se o motorista que se encontrava a realizar a última viagem da linha 2769, na madrugada de dia 24 de outubro de 2024, o qual foi atingido diretamente por um cocktail molotov após a saída de todos os passageiros na paragem terminal, no bairro da Cidade Nova, em Santo António dos Cavaleiros, Loures, provocando queimaduras graves na zona da face, tórax e membros superiores. No seguimento destes ataques foi divulgada pelo Governo a intenção de reforçar a segurança nos autocarros.

### Numeração
A nova numeração, agora com 4 dígitos, segue as seguintes regras:
- O primeiro algarismo representa a Área respetiva, de 1 a 4
- O segundo algarismo representa o trajeto da linha:
  - 0 a 4: linhas que circulam apenas dentro de um único município
  - 5: linhas que circulam entre municípios da mesma Área
  - 6: linhas que circulam para fora da Área, assim como para o Barreiro e Cascais
  - 7 e 8: linhas que circulam para Lisboa
  - 9: linhas que circulam para fora da Área Metropolitana de Lisboa
- O terceiro e quarto algarismos representam o número da linha, de 01 a 99 (caso especial das linhas 2900 e 4600 que terminam em 00)

#### Área 1
As linhas da Área 1 utilizam a numeração 1XXX e fazem as ligações dentro de cada município, entre os 3 municípios da área, aos municípios da Área 2 e a Cascais e Lisboa. Seriam um total de 133 linhas, 35 das quais novas.

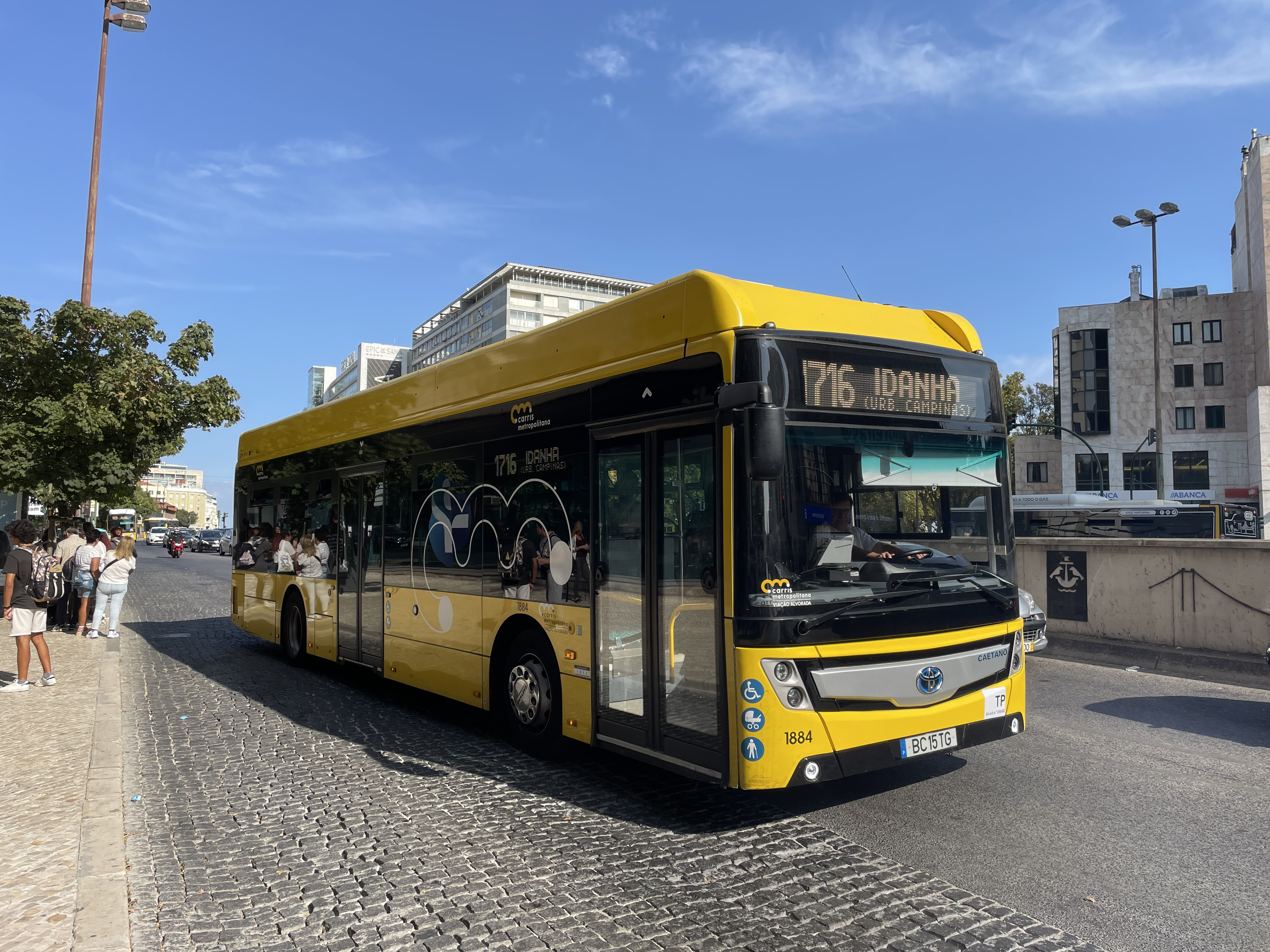
Caetano e.City Gold da Viação Alvorada, circulando na linha, nas Amoreiras.

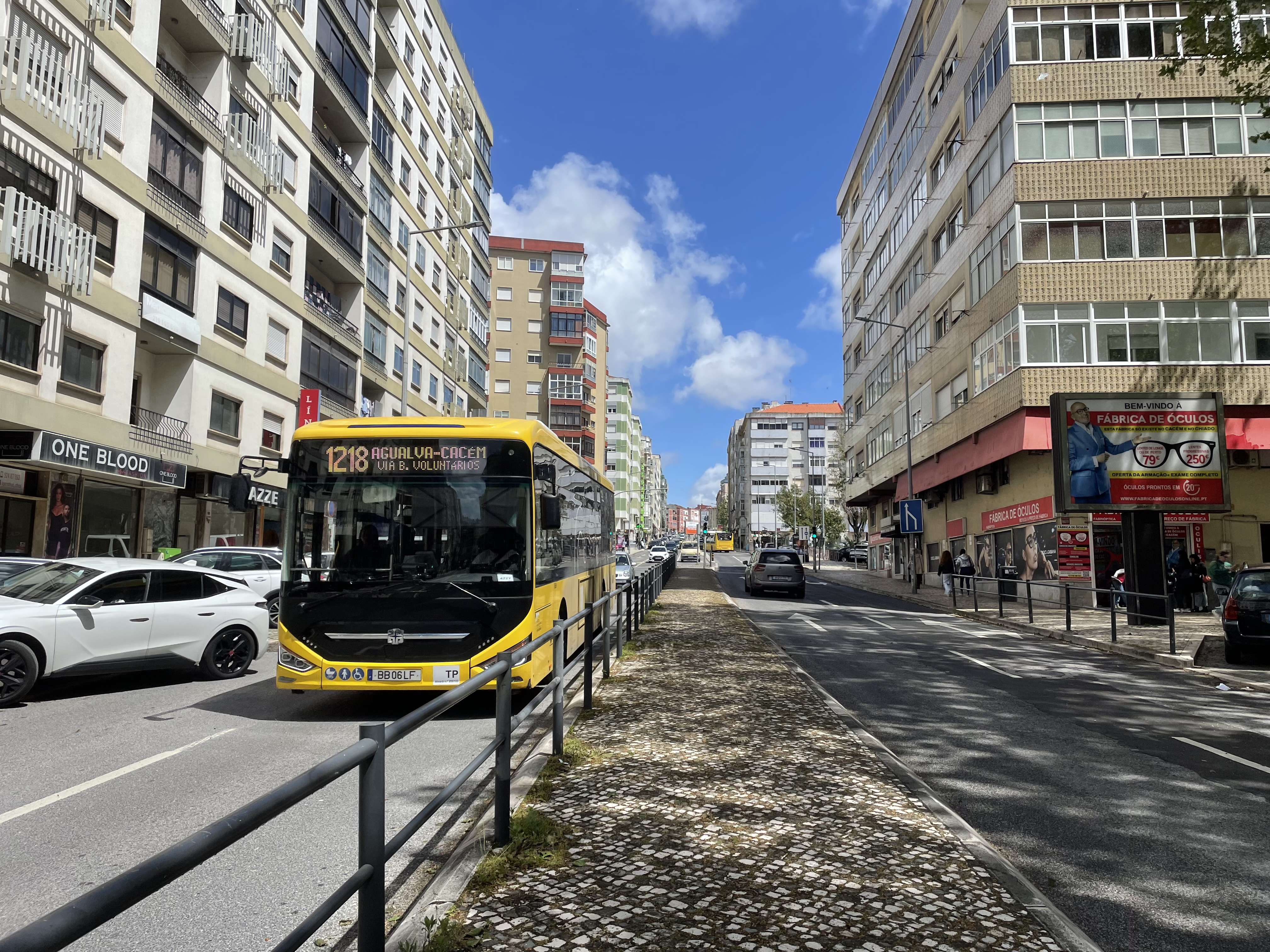
Zhongtong N12 LCK6126EVG-2 da Viação Alvorada, circulando na linha, em Agualva-Cacém.

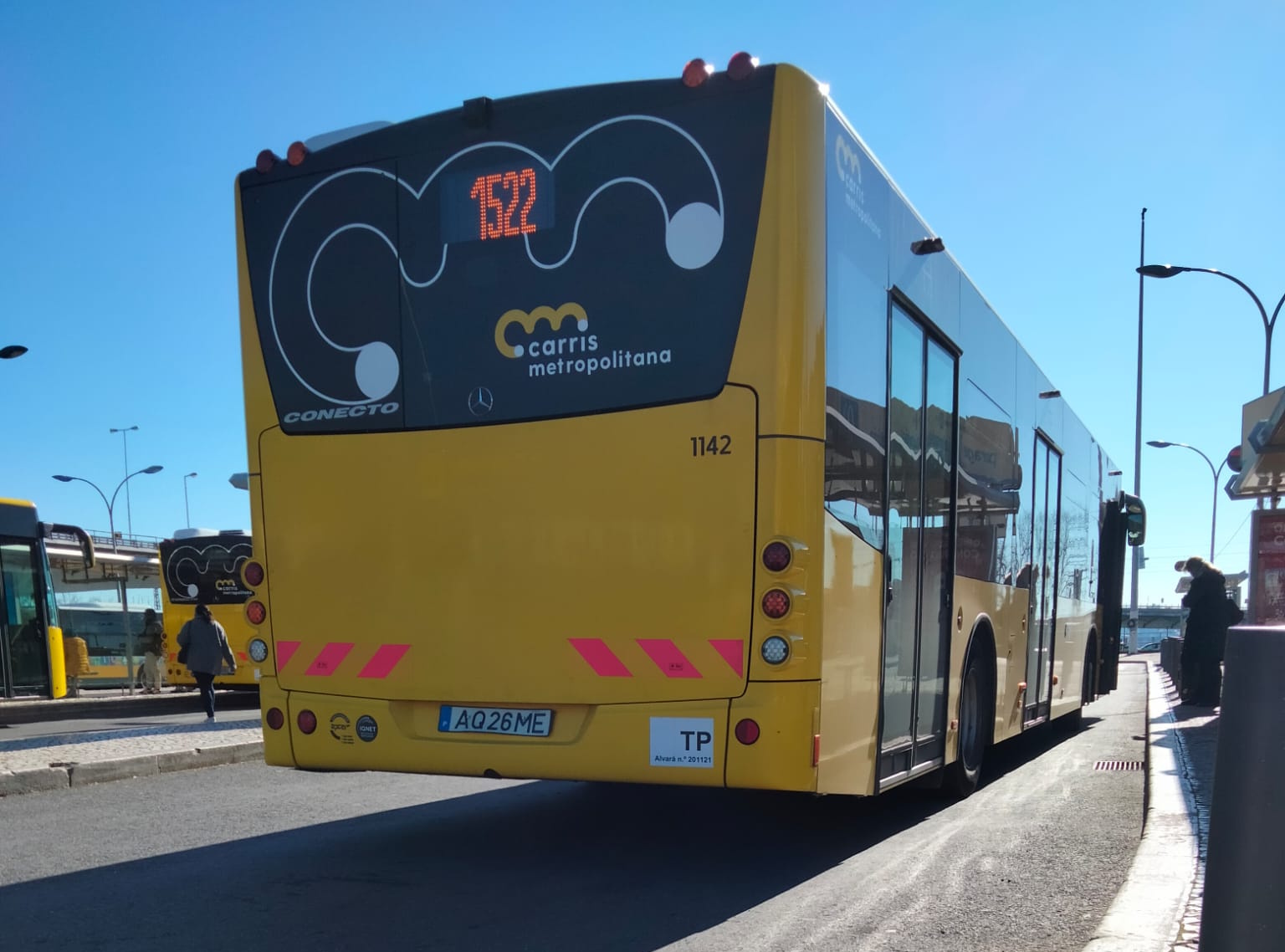
Mercedes-Benz Conecto da Viação Alvorada, iniciando a marcha na linha, em Algés.

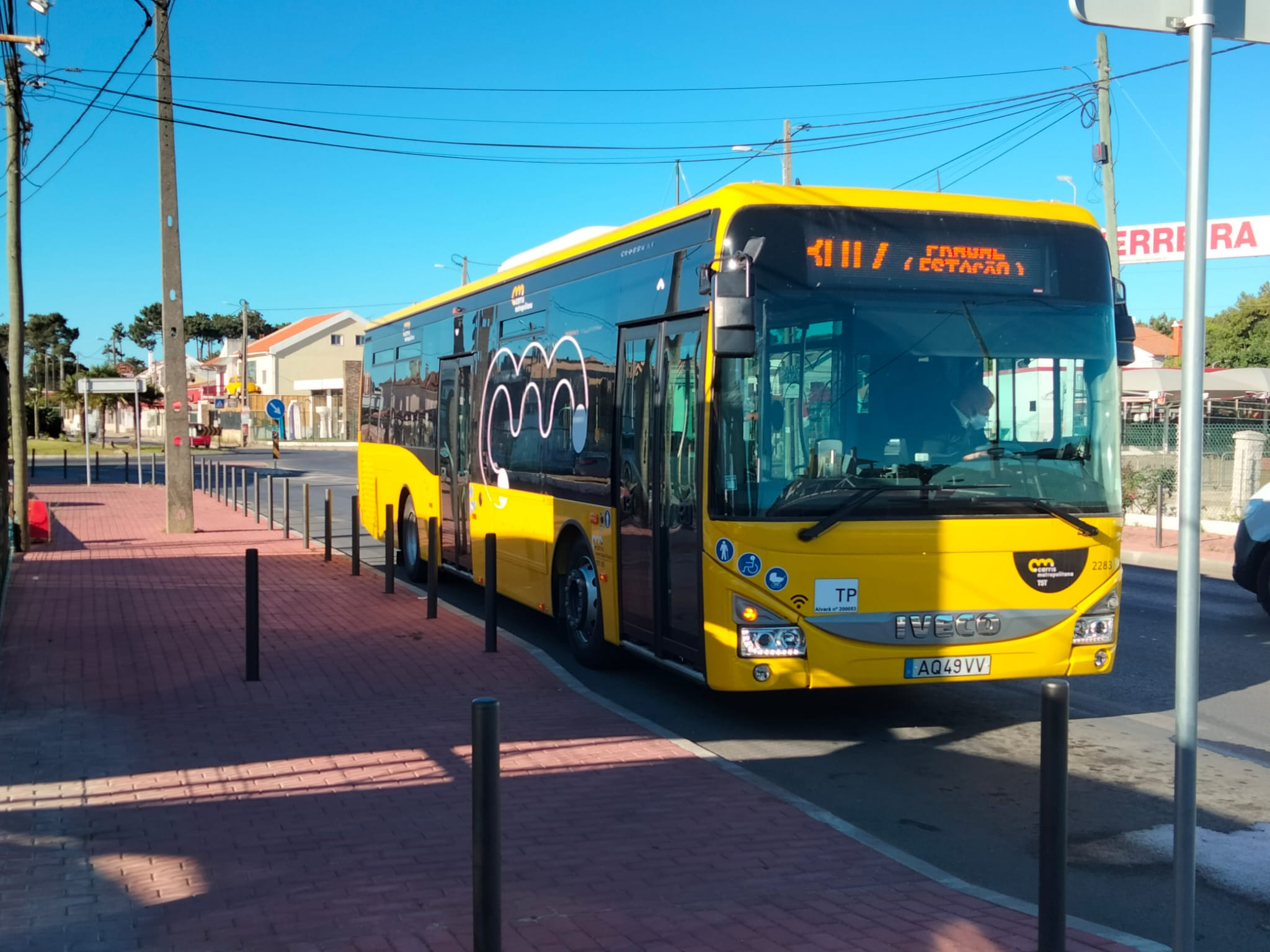
Iveco Crossway dos Transportes Sul do Tejo, iniciando a marcha na linha, na Charneca da Caparica.

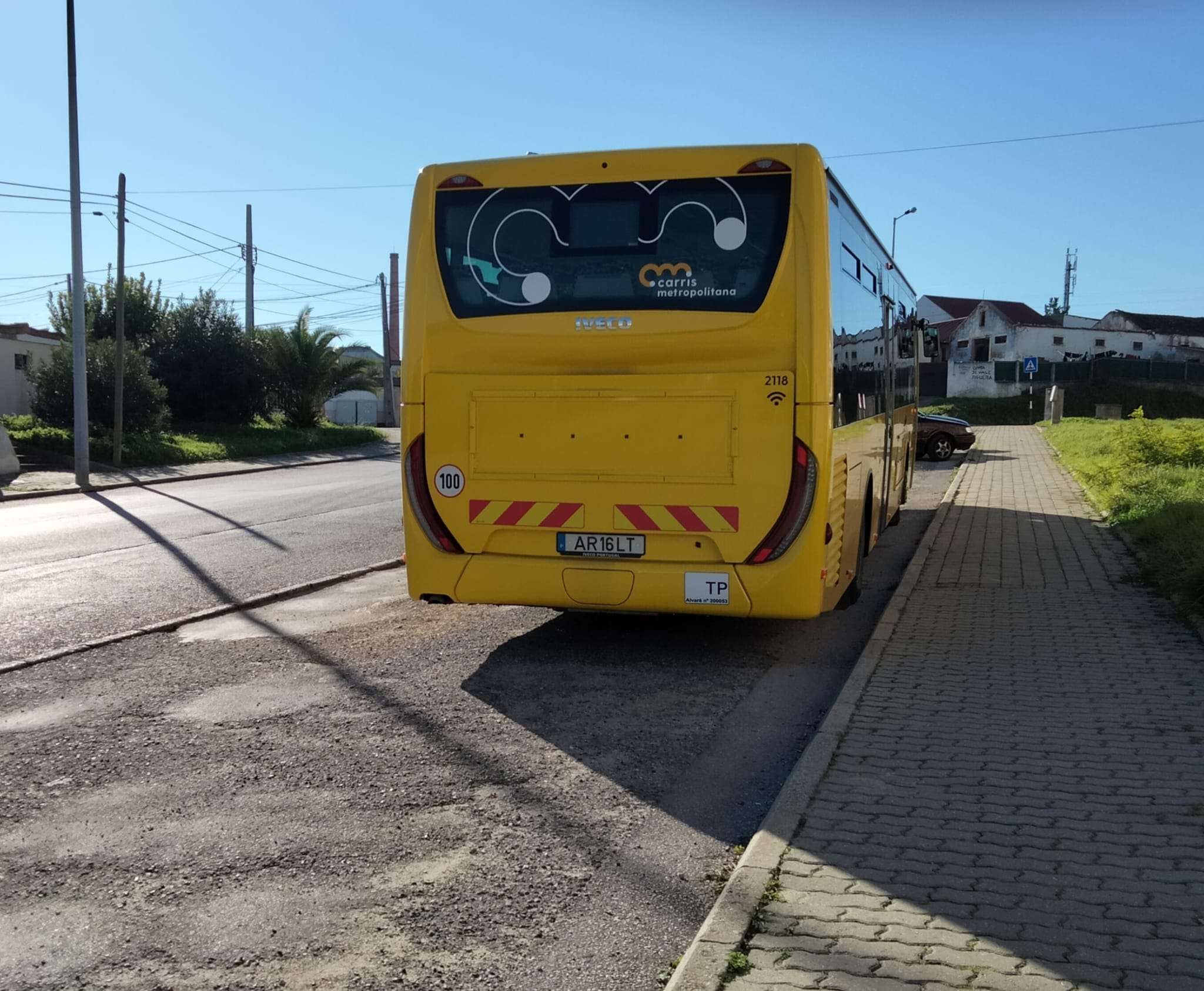
Iveco Crossway dos Transportes Sul do Tejo, estacionado na Sobreda.

- 10XX: linhas que circulam apenas no município da Amadora
- 11XX: linhas que circulam apenas no município de Oeiras
- 12XX: linhas que circulam apenas no município de Sintra
- 15XX: linhas que circulam entre os municípios da Área 1
- 16XX: linhas que circulam para Cascais e para a Área 2
- 17XX: linhas que circulam para Lisboa

#### Área 2
As linhas da Área 2 utilizam a numeração 2XXX e fazem as ligações dentro de cada município, entre os 4 municípios da área, aos municípios da Área 1 e a Lisboa. Seriam um total de 218 linhas, 31 das quais novas.
- 20XX: linhas que circulam apenas no município de Loures
- 21XX: linhas que circulam apenas no município de Mafra
- 22XX: linhas que circulam apenas no município de Odivelas
- 23XX: linhas que circulam apenas no município de Vila Franca de Xira
- 25XX: linhas que circulam entre os municípios da Área 2
- 26XX: linhas que circulam para a Área 1 e Área 3
- 27XX: linhas que circulam para Lisboa
- 28XX: linhas que circulam para Lisboa
- 29XX: linhas que circulam para fora da Área Metropolitana de Lisboa

#### Área 3
As linhas da Área 3 utilizam a numeração 3XXX e fazem as ligações dentro de cada município, entre os 3 municípios da área, aos municípios da Área 4 e ao Barreiro e Lisboa. Seriam um total de 116 linhas, 43 das quais novas.
- 30XX: linhas que circulam apenas no município de Almada
- 31XX: linhas que circulam apenas no município de Seixal
- 32XX: linhas que circulam apenas no município de Sesimbra
- 35XX: linhas que circulam entre os municípios da Área 3
- 36XX: linhas que circulam para o Barreiro e para a Área 4
- 37XX: linhas que circulam para Lisboa

#### Área 4
As linhas da Área 4 utilizam a numeração 4XXX e fazem as ligações dentro de cada município, entre os 5 municípios da área, aos municípios da Área 3 e ao Barreiro e Lisboa. Seriam um total de 111 linhas, 21 das quais novas.
- 40XX: linhas que circulam apenas no município de Alcochete
- 41XX: linhas que circulam apenas no município da Moita
- 42XX: linhas que circulam apenas no município do Montijo
- 43XX: linhas que circulam apenas no município de Palmela
- 44XX: linhas que circulam apenas no município de Setúbal
- 45XX: linhas que circulam entre os municípios da Área 4
- 46XX: linhas que circulam para o Barreiro e para a Área 3
- 47XX: linhas que circulam para Lisboa
- 49XX: linhas que circulam para fora da Área Metropolitana de Lisboa

### Informação ao passageiro
No dia 21 de setembro de 2023, entrou em fase de testes a ferramenta que permite aos passageiros a consulta do tempo de espera real pelos autocarros. Neste nova ferramenta são disponibilizados não só os horários de passagem das linhas por uma determinada paragem mas também uma representação gráfica da localização dos veículos no seu percurso. No dia 5 de janeiro de 2024, entrou em fase de testes a nova versão de consulta de horários, da qual incluí essa mesma consulta do tempo de espera real.

## Tarifário
A Carris Metropolitana simplificou o tarifário aplicado aos transportes rodoviários da Área Metropolitana de Lisboa utilizando apenas 5 tarifas distintas, ao invés das cerca de 900 anteriormente em vigor. As tarifas passam assim a estar relacionadas com o tipo de linha a utilizar:
| tipo de linha  | tarifa   | áreas de abrangência | viagens ocasionais | viagens ocasionais | viagens frequentes  | viagens frequentes      |
| tipo de linha  | tarifa   | áreas de abrangência | navegante a bordo  | navegante pré-pago | navegante municipal | navegante metropolitano |
| -------------- | -------- | -------------------- | ------------------ | ------------------ | ------------------- | ----------------------- |
| Próxima        | Tarifa 1 | 1, 2, 3 e 4          | 1,25 €             | 0,85 €             | 30 €/mês            | 40 €/mês                |
| Longa          | Tarifa 2 | 1, 2, 3 e 4          | 2,60 €             | 1,55 €             | 30 €/mês            | 40 €/mês                |
| Rápida         | Tarifa 3 | 2, 3 e 4             | 4,50 €             | 3,10 €             | 30 €/mês            | 40 €/mês                |
| Inter-Regional | Tarifa 4 | 2 e 4                | 2,60 €             | -                  | 30 €/mês + 20 €     | 40 €/mês + 20 €         |
| Mar            | Tarifa 5 | 2, 3 e 4             | 4,50 €             | 3,10 €             | 30 €/mês            | 40 €/mês                |

1. ↑   O cartão Navegante Ocasional tem um custo de aquisição de 0,50 €
2. 1 2 3 4 5 6   Continuam a existir os descontos Navegante +65, Família, 12 anos, 4-18, sub23 e Social+
3. ↑   Área 2: acréscimo de 0,50 € em viagens para fora da Área Metropolitana de Lisboa
4. ↑   Área 4: acréscimo de 1,00 € em viagens para fora da Área Metropolitana de Lisboa

## Atendimento ao cliente
O atendimento ao cliente de assuntos relacionados com a Carris Metropolitana passa pela utilização dos Espaços Navegante, para além da possibilidade de contacto telefónico e por email, complementados com os Pontos Navegante, com a rede de agentes navegante e outros pontos de venda para carregamento dos passes.

### Espaços Navegante
Nos Espaços Navegante é possível a apresentação de reclamações ou sugestões, pedir informação sobre o serviço da Carris Metropolitana, adquirir e carregar títulos de transporte assim como os respetivos cartões, trocar ou devolver os passes e bilhetes, resolver falhas que os cartões possam apresentar durante a sua utilização, recuperar ou anular cartões, atualizar os dados que constam do cartão, pedir informações sobre objetos que tenham sido perdidos ou entregar objetos achados. Na fase inicial da Carris Metropolitana vão existir 26 destes espaços espalhados por 15 municípios da Área Metropolitana de Lisboa.

### Pontos Navegante
Nos Pontos Navegante é possível a aquisição de novos cartões no momento assim como o carregamento de títulos de transporte. Existem 18 destes pontos, 1 por cada município da Área Metropolitana de Lisboa.

### Rede de vendas
Para além da rede Multibanco, das máquinas de venda automática de títulos de transporte e dos postos de venda dos vários operadores e do Portal VIVA os passes navegante também podem ser carregados nos agentes Payshop que existem nos municípios abrangidos.

## Expressões e designações
Com a uniformização do transporte rodoviário na maioria da Área Metropolitana de Lisboa, veio também a necessidade de uniformizar os termos relacionados com a operação da Carris Metropolitana:
- Linha: serviço que faz a ligação entre dois locais, com uma origem e um destino. Substitui o termo carreira.
- Autocarro: veículo que efetuam o serviço de transporte. Substitui o termo camionete.
- Paragem: local pré-determinado onde é feito o embarque e desembarque dos passageiros. Substitui o termo estação.
- Abrigo: estrutura que proporciona mais conforto para o passageiro enquanto espera pelo autocarro. Não se encontra presente em todas as paragens. Substitui o termo cobertura.
- Postalete: tubo metálico com uma ou mais placas identificadoras das linhas que efetuam serviço nas paragens (bandeira). No caso de paragens com abrigo apenas existe a placa identificadora. Substitui o termo poste.
- Percurso: deslocação geográfica dos autocarros entre a sua origem e o destino. Substitui o termo itinerário.
- Área: cada uma das 4 zonas geográficas da Área Metropolitana de Lisboa que agregam vários municípios, cada uma delas explorada por um operador distinto sob a marca Carris Metropolitana. Substitui o termo lote.
- Passageiro: indivíduo que utiliza os autocarros da Carris Metropolitana. Substitui os termos utente e utilizador.

## Ambiente
Parte do investimento na Carris Metropolitana tem uma componente ambiental, nomeadamente com a aquisição de veículos mais modernos e assim menos poluentes. A idade média dos veículos irá passar dos 15 anos para menos de um ano, sendo também incluída uma quota obrigatória de veículos elétricos ou a gás natural. Numa fase inicial, parte das frotas dos anteriores operadores foi renovada de forma a aproximá-la o mais possível dos veículos mais modernos.

## Mascote
No dia 7 de abril de 2025, a Carris Metropolitana apresentou a sua mascote, uma abelha chamada de Zume, esta inspirada no estilo de vida altamente organizado e trabalho de equipa destes insetos nas suas colmeias, que simboliza a comunidade envolvida no serviço da Carris Metropolitana, criando um paralelismo entre os dois sistemas.